# Arzjom Lohisch
Arzjom Mikalajewitsch Lohisch (belarussisch Арцём Мікалаевіч Логіш; * 1. November 1990) ist ein belarussischer Mittel- und Langstreckenläufer.

## Sportliche Laufbahn
Lohisch sicherte sich eine Vielzahl Belarussischer Meisterschaften. So siegte er über die 1500 Meter bislang fünfmal, über die 3000 Meter einmal und über die 5000 Meter dreimal.

## Persönliche Bestleistungen
- 1500 Meter: 3:43,69 min, 30. August 2019 in Minsk
  - 1500 Meter (Halle): 3:45,30 min, 25. Januar 2017 in Mahiljou
- 3000 Meter: 8:14,20 min, 27. Mai 2015 in Brest
  - 3000 Meter (Halle): 8:09,46 min, 21. Februar 2015 in Mahiljou
- 5000 Meter: 14:11,88 min, 18. Juli 2019 in Brest